# 하야시 미호 (배우)
하야시 미호(일본어: 林 美穂, 1977년 1월 19일~)는 일본의 여배우이다. 모델로 활동했었다. 후쿠오카현 기타큐슈시 출신이다.